# Falsocylindropomus maculosus
Falsocylindropomus maculosus là một loài bọ cánh cứng trong họ Cerambycidae.